# Anni 770 a.C.
Gli anni 770 a.C. sono il decennio che comprende gli anni dal 779 a.C. al 770 a.C. inclusi.

## Eventi, invenzioni e scoperte
- 776 a.C. - Prima celebrazione dei giochi olimpici antichi

## Nati
- Proculo Giulio, romano († 713 a.C.)771 a.C.
- 24 marzo - Remo, romano († 753 a.C.)
- 24 marzo - Romolo, re romano († 716 a.C.)

## Morti
- Amasia, re (n. 802 a.C.)773 a.C.
- Salmanassar IV, sovrano assiro